# فولفغانغ أبريل
فولفغانغ أبريل (بالألمانية: Wolfgang April)‏ هو لاعب كرة قدم ألماني في مركز الدفاع، ولد في 3 سبتمبر 1959 في Kluczbork ‏ في بولندا. لعب مع آينتراخت فرانكفورت ونادي ساباديل.

## وصلات خارجية
- فولفغانغ أبريل على موقع قاعدة بيانات كرة القدم.إي يو (الإنجليزية)
- فولفغانغ أبريل على موقع عالم كرة القدم.نت (الإنجليزية)